# Campeonato Mundial de Handebol Masculino de 2009
O Campeonato Mundial de Handebol Masculino de 2009 foi a 21ª edição do Campeonato Mundial de Handebol. Foi disputado na Croácia de 18 de janeiro a 1º de fevereiro de 2009, organizado pela Federação Internacional de Handebol (IHF) e pela Federação Croata de Handebol.

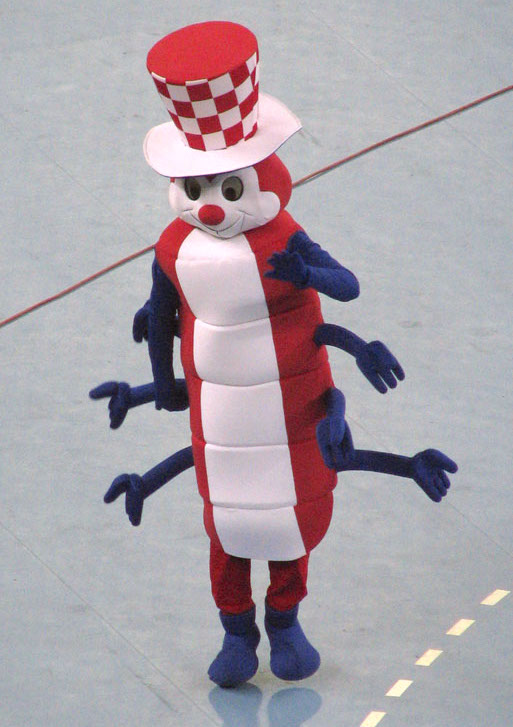
Ruksi, a centopeia mascote do torneio.

## Sub-sedes
Sete cidades croatas foram selecionadas para receber as partidas do Campeonato Mundial de 2009: Split, Zadar, Osijek, Varaždin, Porec, Zagreb e Pula.
Os sítios incluíram a nova Arena Spaladium em Split e a Arena Zagreb, onde aconteceu o jogo final.
| Zagreb                                           | Varaždin                                      | Osijek                                        |
| ------------------------------------------------ | --------------------------------------------- | --------------------------------------------- |
| Arena Zagreb Capacidade: 15.024                  | Arena Varaždin Capacidade: 5.200              | Gradski vrt Hall Capacidade: 3.538            |
|                                                  |                                               |                                               |
| Poreč                                            | Zagreb Split Osijek Varaždin Zadar Poreč Pula | Zagreb Split Osijek Varaždin Zadar Poreč Pula |
| Centro de Esportes Žatika Capacidade: 3.500      | Zagreb Split Osijek Varaždin Zadar Poreč Pula | Zagreb Split Osijek Varaždin Zadar Poreč Pula |
|                                                  | Zagreb Split Osijek Varaždin Zadar Poreč Pula | Zagreb Split Osijek Varaždin Zadar Poreč Pula |
| Pula                                             | Zagreb Split Osijek Varaždin Zadar Poreč Pula | Zagreb Split Osijek Varaždin Zadar Poreč Pula |
| Centro de Esportes Mate Parlov Capacidade: 2.132 | Zagreb Split Osijek Varaždin Zadar Poreč Pula | Zagreb Split Osijek Varaždin Zadar Poreč Pula |
|                                                  | Zagreb Split Osijek Varaždin Zadar Poreč Pula | Zagreb Split Osijek Varaždin Zadar Poreč Pula |
|                                                  | Zadar                                         | Split                                         |
| Krešimir Ćosić Hall Capacidade: 8.600            | Arena Spaladium Capacidade: 10.941            |                                               |
|                                                  |                                               |                                               |

## Equipas qualificadas
Torneios qualificatórios ocorridos nos anos anteriores ao eventos determinaram 22 equipes que se juntariam as duas pré-qualificadas, a Alemanha por ser a última campeã mundial e a Croácia, por ser sede, formando o total de 24 participantes.
| Competição                                | Época                        | Vagas | Qualificação                                                                                          |
| ----------------------------------------- | ---------------------------- | ----- | --- |
| Sede                                      |                              | 1     | Croácia                                                                                               |
| Campeonato Mundial de 2007                | 14 de Janeiro-4 de Fevereiro | 1     | Alemanha                                                                                              |
| Campeonato Africano de 2008               |                              | 3     | Egito · Tunísia · Argélia                                                                             |
| Campeonato Europeu de 2008                | 17–27 de janeiro de 2008     | 3     | Dinamarca · França · Suécia                                                                           |
| Campeonato Asiático de 2008               | 17–26 de fevereiro de 2008   | 3     | Coreia do Sul · Kuwait · Arábia Saudita                                                               |
| Torneio Qualificatório da Oceania de 2008 | 25–26 de abril de 2014       | 1     | Austrália                                                                                             |
| Play-offs Qualificatórios Europeus        | 7–15 de junho de 2008        | 9     | Noruega · Polônia · Hungria · Espanha · Eslováquia · Macedônia do Norte · Sérvia · Eslovênia · Suécia |
| Campeonato Pan-Americano de 2008          | 24–28 de junho de 2008       | 3     | Brasil · Argentina · Cuba                                                                             |

## Sorteio dos grupos
O sorteio dos grupos aconteceu em 21 de junho de 2008 em Zagreb. Tendo acontecido na Praça Ban Jelačić, apresentado por Filip Brkić e Kristina Krepela.
| Pote 1                                    | Pote 2                                 | Pote 3                                              | Pote 4                                      | Pote 5                                  | Pote 6                                        |
| ----------------------------------------- | -------------------------------------- | --------------------------------------------------- | ------------------------------------------- | --------------------------------------- | --------------------------------------------- |
| - Croácia - Alemanha - Dinamarca - França | - Suécia - Noruega - Polônia - Hungria | - Espanha - Eslováquia - Macedônia do Norte - Egito | - Romênia - Rússia - Coreia do Sul - Brasil | - Sérvia - Tunísia - Kuwait - Argentina | - Austrália - Argélia - Arábia Saudita - Cuba |

## Formato de disputa
Na primeira fase as 24 equipes foram distribuídas em quatro grupos contendo seis seleções cada. Após se enfrentarem entre si dentro de seus grupos em turno único as quatro melhores equipes de cada grupo se classificam para a fase eliminatória da competição, a qual é composta pelas oitavas-de-final, quartas-de-final, semifinais e final. A equipe vencedora desta fase será declarada campeã mundial de handebol.
As equipes que forem eliminadas na primeira fase da competição irão disputar um torneio de consolação (President's Cup), que definirá as equipes que ocuparão do 17º ao 24º lugar no campeonato. Todas as equipes que terminarem na quinta colocação dentro de seus grupos irão disputar uma fase semifinal, da qual os vencedores disputarão a 17ª colocação e os perdedores a 19ª colocação. De modo análogo, os sextos colocados de cada grupo decidirão a 21ª e a 23ª colocação.
Os critérios de desempate na primeira fase para equipes empatadas em número de pontos na classificação são, na seguinte ordem:
1. número de pontos obtidos nas partidas entre as equipes em questão;
2. saldo de golos nas partidas entre as equipes em questão;
3. golos marcados nas partidas entre os times em questão (se mais de dois times empatarem em número de pontos);
4. saldo de golos em todas as partidas no grupo;
5. número de golos marcados em todas as partidas no grupo;
6. sorteio.

## Fase preliminar
|  | Equipes classificadas para as oitavas-de-final |
|  | Equipes disputam os jogos de classificação     |

Todas as partidas seguem o Horário da Europa Central (UTC+1).

### Grupo A
| Pos | Equipe     | Pts | J | V | E | D | GP  | GC  | SG   |
| --- | ---------- | --- | - | - | - | - | --- | --- | ---- |
| 1   | França     | 10  | 5 | 5 | 0 | 0 | 168 | 106 | +62  |
| 2   | Eslováquia | 7   | 5 | 3 | 1 | 1 | 152 | 119 | +33  |
| 3   | Hungria    | 7   | 5 | 3 | 1 | 1 | 148 | 115 | +33  |
| 4   | Romênia    | 4   | 5 | 2 | 0 | 3 | 141 | 135 | +6   |
| 5   | Argentina  | 2   | 5 | 1 | 0 | 4 | 133 | 137 | −4   |
| 6   | Austrália  | 0   | 5 | 0 | 0 | 5 | 76  | 206 | −130 |

| 17 de Janeiro 16:30 | Eslováquia   | 27 – 25   | Argentina | Gradski vrt Hall, Osijek Público: 3.000 Árbitros: Olesen, Pedersen |
| 17 de Janeiro 16:30 | Straňovský 7 | (12–13)   | Gull 5    | Gradski vrt Hall, Osijek Público: 3.000 Árbitros: Olesen, Pedersen |
| 17 de Janeiro 16:30 | 7× 3×        | Relatório | 3×        | Gradski vrt Hall, Osijek Público: 3.000 Árbitros: Olesen, Pedersen |

| 17 de Janeiro 18:30 | Hungria           | 41 – 17   | Austrália  | Gradski vrt Hall, Osijek Público: 3.000 Árbitros: Karbaschi, Kolahdouzan |
| 17 de Janeiro 18:30 | Iváncsik, Zubai 7 | (20–8)    | Fletcher 8 | Gradski vrt Hall, Osijek Público: 3.000 Árbitros: Karbaschi, Kolahdouzan |
| 17 de Janeiro 18:30 | 3×                | Relatório | 3×         | Gradski vrt Hall, Osijek Público: 3.000 Árbitros: Karbaschi, Kolahdouzan |

| 17 de Janeiro 20:30 | França              | 31 – 21   | Romênia | Gradski vrt Hall, Osijek Público: 3.000 Árbitros: Stanojević, Višekruna |
| 17 de Janeiro 20:30 | Karabatić, Guigou 7 | (12–9)    | Toma 5  | Gradski vrt Hall, Osijek Público: 3.000 Árbitros: Stanojević, Višekruna |
| 17 de Janeiro 20:30 | 3×                  | Relatório | 3×      | Gradski vrt Hall, Osijek Público: 3.000 Árbitros: Stanojević, Višekruna |

| 18 de Janeiro 15:00 | Austrália  | 12 – 47   | Eslováquia | Gradski vrt Hall, Osijek Público: 1.500 Árbitros: Stanojević, Višekruna |
| 18 de Janeiro 15:00 | Fletcher 6 | (6–20)    | Antl 8     | Gradski vrt Hall, Osijek Público: 1.500 Árbitros: Stanojević, Višekruna |
| 18 de Janeiro 15:00 | 4× 3×      | Relatório | 3×         | Gradski vrt Hall, Osijek Público: 1.500 Árbitros: Stanojević, Višekruna |

| 18 de Janeiro 17:00 | Romênia    | 27 – 30   | Hungria | Gradski vrt Hall, Osijek Público: 3.000 Árbitros: Olesen, Pedersen |
| 18 de Janeiro 17:00 | Pîrîianu 6 | (16–13)   | Nagy 8  | Gradski vrt Hall, Osijek Público: 3.000 Árbitros: Olesen, Pedersen |
| 18 de Janeiro 17:00 | 1× 3×      | Relatório | 3×      | Gradski vrt Hall, Osijek Público: 3.000 Árbitros: Olesen, Pedersen |

| 18 de Janeiro 19:00 | Argentina            | 26 – 33   | França   | Gradski vrt Hall, Osijek Público: 2.500 Árbitros: Gubica, Milošević |
| 18 de Janeiro 19:00 | Kogovsek, Migueles 5 | (15–19)   | Guigou 7 | Gradski vrt Hall, Osijek Público: 2.500 Árbitros: Gubica, Milošević |
| 18 de Janeiro 19:00 | 2× 3×                | Relatório | 3×       | Gradski vrt Hall, Osijek Público: 2.500 Árbitros: Gubica, Milošević |

| 19 de Janeiro 15:30 | Romênia   | 30 – 26   | Argentina  | Gradski vrt Hall, Osijek Público: 1.500 Árbitros: Karbaschi, Kolahdouzan |
| 19 de Janeiro 15:30 | Ghionea 9 | (15–13)   | Kogovsek 7 | Gradski vrt Hall, Osijek Público: 1.500 Árbitros: Karbaschi, Kolahdouzan |
| 19 de Janeiro 15:30 | 4× 3×     | Relatório | 3× 1×      | Gradski vrt Hall, Osijek Público: 1.500 Árbitros: Karbaschi, Kolahdouzan |

| 19 de Janeiro 17:30 | Hungria                 | 24 – 24   | Eslováquia | Gradski vrt Hall, Osijek Público: 2.500 Árbitros: Gubica, Milošević |
| 19 de Janeiro 17:30 | Nagy, Iváncsik, Ilyés 5 | (12–6)    | Šulc 9     | Gradski vrt Hall, Osijek Público: 2.500 Árbitros: Gubica, Milošević |
| 19 de Janeiro 17:30 | 3×                      | Relatório | 4×         | Gradski vrt Hall, Osijek Público: 2.500 Árbitros: Gubica, Milošević |

| 19 de Janeiro 19:30 | França   | 42 – 11   | Austrália  | Gradski vrt Hall, Osijek Público: 1.500 Árbitros: Olesen, Pedersen |
| 19 de Janeiro 19:30 | Abalo 10 | (20–3)    | Fletcher 4 | Gradski vrt Hall, Osijek Público: 1.500 Árbitros: Olesen, Pedersen |
| 19 de Janeiro 19:30 | 2×       | Relatório | 3×         | Gradski vrt Hall, Osijek Público: 1.500 Árbitros: Olesen, Pedersen |

| 21 de Janeiro 15:00 | Austrália  | 20 – 40   | Romênia  | Gradski vrt Hall, Osijek Público: 1.000 Árbitros: Gubica, Milošević |
| 21 de Janeiro 15:00 | Blondell 8 | (9–21)    | Cozma 10 | Gradski vrt Hall, Osijek Público: 1.000 Árbitros: Gubica, Milošević |
| 21 de Janeiro 15:00 | 2× 3×      | Relatório | 2×       | Gradski vrt Hall, Osijek Público: 1.000 Árbitros: Gubica, Milošević |

| 21 de Janeiro 17:00 | Hungria  | 31 – 20   | Argentina        | Gradski vrt Hall, Osijek Público: 3.000 Árbitros: Stanojević, Višekruna |
| 21 de Janeiro 17:00 | Mocsai 6 | (17–8)    | Kogovsek, Gull 4 | Gradski vrt Hall, Osijek Público: 3.000 Árbitros: Stanojević, Višekruna |
| 21 de Janeiro 17:00 | 3×       | Relatório | 3×               | Gradski vrt Hall, Osijek Público: 3.000 Árbitros: Stanojević, Višekruna |

| 21 de Janeiro 19:00 | Eslováquia | 26 – 35   | França      | Gradski vrt Hall, Osijek Público: 2.500 Árbitros: Karbaschi, Kolahdouzan |
| 21 de Janeiro 19:00 | Antl 7     | (9–15)    | Karabatić 9 | Gradski vrt Hall, Osijek Público: 2.500 Árbitros: Karbaschi, Kolahdouzan |
| 21 de Janeiro 19:00 | 7× 4×      | Relatório | 3×          | Gradski vrt Hall, Osijek Público: 2.500 Árbitros: Karbaschi, Kolahdouzan |

| 22 de Janeiro 15:00 | Argentina | 36 – 16   | Austrália  | Gradski vrt Hall, Osijek Público: 1.000 Árbitros: Gubica, Milošević |
| 22 de Janeiro 15:00 | Torres 7  | (15–8)    | Fletcher 4 | Gradski vrt Hall, Osijek Público: 1.000 Árbitros: Gubica, Milošević |
| 22 de Janeiro 15:00 | 3× 2×     | Relatório | 3×         | Gradski vrt Hall, Osijek Público: 1.000 Árbitros: Gubica, Milošević |

| 22 de Janeiro 17:00 | Eslováquia | 28 – 23   | Romênia             | Gradski vrt Hall, Osijek Público: 3.500 Árbitros: Olesen, Pedersen |
| 22 de Janeiro 17:00 | Kukučka 8  | (12–13)   | Ghionea, Pîrîianu 5 | Gradski vrt Hall, Osijek Público: 3.500 Árbitros: Olesen, Pedersen |
| 22 de Janeiro 17:00 | 4× 3×      | Relatório | 3×                  | Gradski vrt Hall, Osijek Público: 3.500 Árbitros: Olesen, Pedersen |

| 22 de Janeiro 19:00 | França                           | 27 – 22   | Hungria | Gradski vrt Hall, Osijek Público: 3.500 Árbitros: Stanojević, Višekruna |
| 22 de Janeiro 19:00 | Fernandez, Karabatić, Narcisse 5 | (13–8)    | Gál 5   | Gradski vrt Hall, Osijek Público: 3.500 Árbitros: Stanojević, Višekruna |
| 22 de Janeiro 19:00 | 3×                               | Relatório | 3×      | Gradski vrt Hall, Osijek Público: 3.500 Árbitros: Stanojević, Višekruna |

### Grupo B
| Pos | Equipe        | Pts | J | V | E | D | GP  | GC  | SG  |
| --- | ------------- | --- | - | - | - | - | --- | --- | --- |
| 1   | Croácia       | 10  | 5 | 5 | 0 | 0 | 170 | 115 | +55 |
| 2   | Suécia        | 8   | 5 | 4 | 0 | 1 | 162 | 118 | +44 |
| 3   | Coreia do Sul | 6   | 5 | 3 | 0 | 2 | 140 | 126 | +14 |
| 4   | Espanha       | 4   | 5 | 2 | 0 | 3 | 167 | 127 | +40 |
| 5   | Cuba          | 2   | 5 | 1 | 0 | 4 | 106 | 181 | −75 |
| 6   | Kuwait        | 0   | 5 | 0 | 0 | 5 | 99  | 177 | −78 |

| 16 de Janeiro 20:30 | Croácia | 27 – 26   | Coreia do Sul  | Arena Spaladium, Split Público: 12.000 Árbitros: Lemme, Ullrich |
| 16 de Janeiro 20:30 | Čupić 8 | (14–13)   | Sim, Park J. 5 | Arena Spaladium, Split Público: 12.000 Árbitros: Lemme, Ullrich |
| 16 de Janeiro 20:30 | 2× 3×   | Relatório | 3×             | Arena Spaladium, Split Público: 12.000 Árbitros: Lemme, Ullrich |

| 17 de Janeiro 16:30 | Espanha         | 47 – 17   | Kuwait          | Arena Spaladium, Split Público: 8.000 Árbitros: Nilson Aires, Aparecido |
| 17 de Janeiro 16:30 | Rocas, García 7 | (18–9)    | H. Al-Shamari 5 | Arena Spaladium, Split Público: 8.000 Árbitros: Nilson Aires, Aparecido |
| 17 de Janeiro 16:30 | 3×              | Relatório | 3×              | Arena Spaladium, Split Público: 8.000 Árbitros: Nilson Aires, Aparecido |

| 17 de Janeiro 18:30 | Suécia                 | 41 – 14   | Cuba   | Arena Spaladium, Split Público: 3.500 Árbitros: El-Moamli, Shaaban |
| 17 de Janeiro 18:30 | Källman, Lennartsson 6 | (19–7)    | Diaz 5 | Arena Spaladium, Split Público: 3.500 Árbitros: El-Moamli, Shaaban |
| 17 de Janeiro 18:30 | 6× 3×                  | Relatório | 3×     | Arena Spaladium, Split Público: 3.500 Árbitros: El-Moamli, Shaaban |

| 18 de Janeiro 16:30 | Cuba         | 20 – 45   | Espanha  | Arena Spaladium, Split Público: 1.000 Árbitros: Nilson Aires, Aparecdio |
| 18 de Janeiro 16:30 | Echavarria 5 | (10–24)   | García 9 | Arena Spaladium, Split Público: 1.000 Árbitros: Nilson Aires, Aparecdio |
| 18 de Janeiro 16:30 | 8× 2× 1×     | Relatório | 3×       | Arena Spaladium, Split Público: 1.000 Árbitros: Nilson Aires, Aparecdio |

| 18 de Janeiro 18:30 | Coreia do Sul     | 25 – 31   | Suécia     | Arena Spaladium, Split Público: 3.000 Árbitros: Din, Dinu |
| 18 de Janeiro 18:30 | Park J., Lee J. 6 | (12–16)   | Källman 10 | Arena Spaladium, Split Público: 3.000 Árbitros: Din, Dinu |
| 18 de Janeiro 18:30 | 4×                | Relatório | 4× 1×      | Arena Spaladium, Split Público: 3.000 Árbitros: Din, Dinu |

| 18 de Janeiro 20:30 | Kuwait                     | 21 – 40   | Croácia | Arena Spaladium, Split Público: 10.000 Árbitros: El-Moamli, Shaaban |
| 18 de Janeiro 20:30 | Al-Qallaf, Al-Gharaballi 5 | (13–22)   | Šprem 8 | Arena Spaladium, Split Público: 10.000 Árbitros: El-Moamli, Shaaban |
| 18 de Janeiro 20:30 | 9× 2× 1×                   | Relatório | 2×      | Arena Spaladium, Split Público: 10.000 Árbitros: El-Moamli, Shaaban |

| 19 de Janeiro 16:30 | Coreia do Sul | 34 – 19   | Kuwait                                                       | Arena Spaladium, Split Público: 1.000 Árbitros: Din, Dinu |
| 19 de Janeiro 16:30 | Yoon 7        | (15–9)    | H. Al-Shamari, Al-Theyab, Al-Anezi, Al-Otaibi, Abdul-Redha 3 | Arena Spaladium, Split Público: 1.000 Árbitros: Din, Dinu |
| 19 de Janeiro 16:30 | 3×            | Relatório | 3×                                                           | Arena Spaladium, Split Público: 1.000 Árbitros: Din, Dinu |

| 19 de Janeiro 18:30 | Suécia   | 34 – 30   | Espanha   | Arena Spaladium, Split Público: 5.000 Árbitros: Lemme, Ullrich |
| 19 de Janeiro 18:30 | Doder 11 | (19–13)   | Romero 11 | Arena Spaladium, Split Público: 5.000 Árbitros: Lemme, Ullrich |
| 19 de Janeiro 18:30 | 7× 4×    | Relatório | 3×        | Arena Spaladium, Split Público: 5.000 Árbitros: Lemme, Ullrich |

| 19 de Janeiro 20:30 | Croácia  | 41 – 20   | Cuba                | Arena Spaladium, Split Público: 11.800 Árbitros: Nilson Aires, Aparecdio |
| 19 de Janeiro 20:30 | Čupić 11 | (20–9)    | Echavarria, Carol 5 | Arena Spaladium, Split Público: 11.800 Árbitros: Nilson Aires, Aparecdio |
| 19 de Janeiro 20:30 | 2×       | Relatório | 2×                  | Arena Spaladium, Split Público: 11.800 Árbitros: Nilson Aires, Aparecdio |

| 21 de Janeiro 16:30 | Cuba                                     | 26 – 31   | Coreia do Sul | Arena Spaladium, Split Público: 500 Árbitros: Lemme, Ullrich |
| 21 de Janeiro 16:30 | Turino, Diaz, Cuni, Echavarria, Amador 4 | (13–17)   | Lee J. 10     | Arena Spaladium, Split Público: 500 Árbitros: Lemme, Ullrich |
| 21 de Janeiro 16:30 | 10× 2×                                   | Relatório | 3×            | Arena Spaladium, Split Público: 500 Árbitros: Lemme, Ullrich |

| 21 de Janeiro 18:30 | Suécia    | 30 – 19   | Kuwait      | Arena Spaladium, Split Público: 6.000 Árbitros: El-Moamli, Shaaban |
| 21 de Janeiro 18:30 | Larholm 6 | (17–9)    | Al-Hajeri 5 | Arena Spaladium, Split Público: 6.000 Árbitros: El-Moamli, Shaaban |
| 21 de Janeiro 18:30 | 4× 3×     | Relatório | 2×          | Arena Spaladium, Split Público: 6.000 Árbitros: El-Moamli, Shaaban |

| 21 de Janeiro 20:30 | Espanha  | 22 – 32   | Croácia   | Arena Spaladium, Split Público: 12.000 Árbitros: Din, Dinu |
| 21 de Janeiro 20:30 | Romero 5 | (11–18)   | Duvnjak 7 | Arena Spaladium, Split Público: 12.000 Árbitros: Din, Dinu |
| 21 de Janeiro 20:30 | 2× 4×    | Relatório | 4×        | Arena Spaladium, Split Público: 12.000 Árbitros: Din, Dinu |

| 22 de Janeiro 16:30 | Kuwait                         | 23 – 26   | Cuba    | Arena Spaladium, Split Público: 500 Árbitros: Nilson Aires, Aparecdio |
| 22 de Janeiro 16:30 | H. Al-Shamari, F. Al-Shamari 5 | (9–12)    | Carol 8 | Arena Spaladium, Split Público: 500 Árbitros: Nilson Aires, Aparecdio |
| 22 de Janeiro 16:30 | 5× 4×                          | Relatório | 3×      | Arena Spaladium, Split Público: 500 Árbitros: Nilson Aires, Aparecdio |

| 22 de Janeiro 18:30 | Espanha         | 23 – 24   | Coreia do Sul | Arena Spaladium, Split Público: 8.000 Árbitros: Din, Dinu |
| 22 de Janeiro 18:30 | Rocas, Romero 5 | (15–14)   | Oh Y. 6       | Arena Spaladium, Split Público: 8.000 Árbitros: Din, Dinu |
| 22 de Janeiro 18:30 | 1× 3×           | Relatório | 4×            | Arena Spaladium, Split Público: 8.000 Árbitros: Din, Dinu |

| 22 de Janeiro 20:30 | Croácia | 30 – 26   | Suécia           | Arena Spaladium, Split Público: 12.000 Árbitros: Lemme, Ullrich |
| 22 de Janeiro 20:30 | Čupić 8 | (14–13)   | Doder, Larholm 7 | Arena Spaladium, Split Público: 12.000 Árbitros: Lemme, Ullrich |
| 22 de Janeiro 20:30 | 4×      | Relatório | 4×               | Arena Spaladium, Split Público: 12.000 Árbitros: Lemme, Ullrich |

### Grupo C
| Pos | Equipe             | Pts | J | V | E | D | GP  | GC  | SG  |
| --- | ------------------ | --- | - | - | - | - | --- | --- | --- |
| 1   | Alemanha           | 9   | 5 | 4 | 1 | 0 | 147 | 116 | +31 |
| 2   | Macedônia do Norte | 6   | 5 | 3 | 0 | 2 | 145 | 136 | +9  |
| 3   | Polônia            | 6   | 5 | 3 | 0 | 2 | 146 | 131 | +15 |
| 4   | Rússia             | 5   | 5 | 2 | 1 | 2 | 143 | 145 | −2  |
| 5   | Tunísia            | 4   | 5 | 2 | 0 | 3 | 143 | 162 | −19 |
| 6   | Argélia            | 0   | 5 | 0 | 0 | 5 | 114 | 168 | −54 |

| 17 de Janeiro 15:30 | Polônia               | 39 – 22   | Argélia    | Arena Varaždin, Varaždin Público: 3.500 Árbitros: Opava, Valek |
| 17 de Janeiro 15:30 | Jurasik, Tłuczyński 6 | (17–8)    | Chehbour 6 | Arena Varaždin, Varaždin Público: 3.500 Árbitros: Opava, Valek |
| 17 de Janeiro 15:30 | 3×                    | Relatório | 3×         | Arena Varaždin, Varaždin Público: 3.500 Árbitros: Opava, Valek |

| 17 de Janeiro 17:30 | Alemanha | 26 – 26   | Rússia                  | Arena Varaždin, Varaždin Público: 4.600 Árbitros: Gjeding, Hansen |
| 17 de Janeiro 17:30 | Hens 9   | (15–14)   | Rastvortsev, Igropulo 5 | Arena Varaždin, Varaždin Público: 4.600 Árbitros: Gjeding, Hansen |
| 17 de Janeiro 17:30 | 5× 3×    | Relatório | 3×                      | Arena Varaždin, Varaždin Público: 4.600 Árbitros: Gjeding, Hansen |

| 17 de Janeiro 19:30 | Macedônia do Norte | 24 – 25   | Tunísia | Arena Varaždin, Varaždin Público: 3.500 Árbitros: Cacador, Nicolau |
| 17 de Janeiro 19:30 | K. Lazarov 9       | (14–13)   | Tej 6   | Arena Varaždin, Varaždin Público: 3.500 Árbitros: Cacador, Nicolau |
| 17 de Janeiro 19:30 | 1× 3×              | Relatório | 4× 1×   | Arena Varaždin, Varaždin Público: 3.500 Árbitros: Cacador, Nicolau |

| 18 de Janeiro 15:30 | Argélia    | 19 – 32   | Macedônia do Norte | Arena Varaždin, Varaždin Público: 2.000 Árbitros: Gjeding, Hansen |
| 18 de Janeiro 15:30 | Chehbour 6 | (8–16)    | K. Lazarov 9       | Arena Varaždin, Varaždin Público: 2.000 Árbitros: Gjeding, Hansen |
| 18 de Janeiro 15:30 | 4× 3×      | Relatório | 3×                 | Arena Varaždin, Varaždin Público: 2.000 Árbitros: Gjeding, Hansen |

| 18 de Janeiro 17:30 | Tunísia  | 24 – 26   | Alemanha | Arena Varaždin, Varaždin Público: 3.500 Árbitros: Opava, Valek |
| 18 de Janeiro 17:30 | Hammed 9 | (12–12)   | Hens 6   | Arena Varaždin, Varaždin Público: 3.500 Árbitros: Opava, Valek |
| 18 de Janeiro 17:30 | 7× 2× 1× | Relatório | 3×       | Arena Varaždin, Varaždin Público: 3.500 Árbitros: Opava, Valek |

| 18 de Janeiro 19:30 | Rússia     | 22 – 24   | Polônia                          | Arena Varaždin, Varaždin Público: 3.000 Árbitros: Krstić, Ljubić |
| 18 de Janeiro 19:30 | Igropulo 6 | (14–11)   | K. Lijewski, Bielecki, Jurasik 4 | Arena Varaždin, Varaždin Público: 3.000 Árbitros: Krstić, Ljubić |
| 18 de Janeiro 19:30 | 10× 3× 2×  | Relatório | 4×                               | Arena Varaždin, Varaždin Público: 3.000 Árbitros: Krstić, Ljubić |

| 19 de Janeiro 15:30 | Polônia                 | 29 – 30   | Macedônia do Norte | Arena Varaždin, Varaždin Público: 1.500 Árbitros: Cacador, Nicolau |
| 19 de Janeiro 15:30 | M. Lijewski, Bielecki 7 | (15–16)   | K. Lazarov 13      | Arena Varaždin, Varaždin Público: 1.500 Árbitros: Cacador, Nicolau |
| 19 de Janeiro 15:30 | 4× 3×                   | Relatório | 4×                 | Arena Varaždin, Varaždin Público: 1.500 Árbitros: Cacador, Nicolau |

| 19 de Janeiro 17:30 | Alemanha | 32 – 20   | Argélia   | Arena Varaždin, Varaždin Público: 1.500 Árbitros: Krstić, Ljubić |
| 19 de Janeiro 17:30 | Jansen 6 | (16–10)   | Berriah 8 | Arena Varaždin, Varaždin Público: 1.500 Árbitros: Krstić, Ljubić |
| 19 de Janeiro 17:30 | 6× 4×    | Relatório | 4×        | Arena Varaždin, Varaždin Público: 1.500 Árbitros: Krstić, Ljubić |

| 19 de Janeiro 19:30 | Rússia              | 36 – 31   | Tunísia  | Arena Varaždin, Varaždin Público: 1.000 Árbitros: Gjeding, Hansen |
| 19 de Janeiro 19:30 | Kovalev, Filippov 7 | (16–11)   | Touati 9 | Arena Varaždin, Varaždin Público: 1.000 Árbitros: Gjeding, Hansen |
| 19 de Janeiro 19:30 | 7× 2× 1×            | Relatório | 3×       | Arena Varaždin, Varaždin Público: 1.000 Árbitros: Gjeding, Hansen |

| 21 de Janeiro 15:30 | Argélia    | 28 – 29   | Rússia     | Arena Varaždin, Varaždin Público: 2.000 Árbitros: Cacador, Nicolau |
| 21 de Janeiro 15:30 | Boudrali 6 | (14–17)   | Filippov 9 | Arena Varaždin, Varaždin Público: 2.000 Árbitros: Cacador, Nicolau |
| 21 de Janeiro 15:30 | 3×         | Relatório | 3×         | Arena Varaždin, Varaždin Público: 2.000 Árbitros: Cacador, Nicolau |

| 21 de Janeiro 17:30 | Macedônia do Norte | 23 – 33   | Alemanha   | Arena Varaždin, Varaždin Público: 3.800 Árbitros: Opava, Valek |
| 21 de Janeiro 17:30 | K. Lazarov 9       | (14–13)   | Glandorf 9 | Arena Varaždin, Varaždin Público: 3.800 Árbitros: Opava, Valek |
| 21 de Janeiro 17:30 | 6× 3× 1×           | Relatório | 3× 1×      | Arena Varaždin, Varaždin Público: 3.800 Árbitros: Opava, Valek |

| 21 de Janeiro 19:30 | Polônia       | 31 – 27   | Tunísia  | Arena Varaždin, Varaždin Público: 800 Árbitros: Krstić, Ljubić |
| 21 de Janeiro 19:30 | Tłuczyński 11 | (16–11)   | Hedoui 6 | Arena Varaždin, Varaždin Público: 800 Árbitros: Krstić, Ljubić |
| 21 de Janeiro 19:30 | 3×            | Relatório | 4× 1×    | Arena Varaždin, Varaždin Público: 800 Árbitros: Krstić, Ljubić |

| 22 de Janeiro 15:30 | Macedônia do Norte | 36 – 30   | Rússia      | Arena Varaždin, Varaždin Público: 4.000 Árbitros: Gjeding, Hansen |
| 22 de Janeiro 15:30 | K. Lazarov 13      | (15–14)   | Igropulo 13 | Arena Varaždin, Varaždin Público: 4.000 Árbitros: Gjeding, Hansen |
| 22 de Janeiro 15:30 | 10× 3× 1×          | Relatório | 3×          | Arena Varaždin, Varaždin Público: 4.000 Árbitros: Gjeding, Hansen |

| 22 de Janeiro 17:30 | Alemanha | 30 – 23   | Polônia      | Arena Varaždin, Varaždin Público: 4.000 Árbitros: Cacador, Nicolau |
| 22 de Janeiro 17:30 | Kraus 7  | (14–11)   | Tłuczyński 6 | Arena Varaždin, Varaždin Público: 4.000 Árbitros: Cacador, Nicolau |
| 22 de Janeiro 17:30 | 9× 3× 1× | Relatório | 4×           | Arena Varaždin, Varaždin Público: 4.000 Árbitros: Cacador, Nicolau |

| 22 de Janeiro 19:30 | Tunísia   | 36 – 25   | Argélia   | Arena Varaždin, Varaždin Público: 300 Árbitros: Opava, Valek |
| 22 de Janeiro 19:30 | Touati 12 | (18–11)   | Bouakaz 5 | Arena Varaždin, Varaždin Público: 300 Árbitros: Opava, Valek |
| 22 de Janeiro 19:30 | 3×        | Relatório | 2× 1×     | Arena Varaždin, Varaždin Público: 300 Árbitros: Opava, Valek |

### Grupo D
| Pos | Equipe         | Pts | J | V | E | D | GP  | GC  | SG  |
| --- | -------------- | --- | - | - | - | - | --- | --- | --- |
| 1   | Dinamarca      | 10  | 5 | 5 | 0 | 0 | 167 | 121 | +46 |
| 2   | Sérvia         | 6   | 5 | 3 | 0 | 2 | 161 | 146 | +15 |
| 3   | Noruega        | 6   | 5 | 3 | 0 | 2 | 162 | 123 | +39 |
| 4   | Egito          | 4   | 5 | 2 | 0 | 3 | 110 | 126 | −16 |
| 5   | Brasil         | 4   | 5 | 2 | 0 | 3 | 128 | 158 | −30 |
| 6   | Arábia Saudita | 0   | 5 | 0 | 0 | 5 | 107 | 161 | −54 |

| 17 de Janeiro 16:15 | Noruega    | 39 – 23   | Arábia Saudita | Centro de Esportes Žatika, Poreč Público: 2.000 Árbitros: Gatelis, Mazeika |
| 17 de Janeiro 16:15 | Mamelund 8 | (19–10)   | B. Al-Harbi 6  | Centro de Esportes Žatika, Poreč Público: 2.000 Árbitros: Gatelis, Mazeika |
| 17 de Janeiro 16:15 | 3×         | Relatório | 3×             | Centro de Esportes Žatika, Poreč Público: 2.000 Árbitros: Gatelis, Mazeika |

| 17 de Janeiro 18:15 | Egito   | 22 – 30   | Sérvia       | Centro de Esportes Žatika, Poreč Público: 2.500 Árbitros: Baum, Góralczyk |
| 17 de Janeiro 18:15 | Ahmar 8 | (12–12)   | Stojanović 6 | Centro de Esportes Žatika, Poreč Público: 2.500 Árbitros: Baum, Góralczyk |
| 17 de Janeiro 18:15 | 6× 5×   | Relatório | 3×           | Centro de Esportes Žatika, Poreč Público: 2.500 Árbitros: Baum, Góralczyk |

| 17 de Janeiro 20:15 | Dinamarca      | 40 – 27   | Brasil     | Centro de Esportes Žatika, Poreč Público: 2.200 Árbitros: Gousko, Repkin |
| 17 de Janeiro 20:15 | Christiansen 8 | (19–12)   | E. Silva 6 | Centro de Esportes Žatika, Poreč Público: 2.200 Árbitros: Gousko, Repkin |
| 17 de Janeiro 20:15 | 2× 3×          | Relatório | 3×         | Centro de Esportes Žatika, Poreč Público: 2.200 Árbitros: Gousko, Repkin |

| 18 de Janeiro 16:15 | Brasil             | 21 – 39   | Noruega    | Centro de Esportes Žatika, Poreč Público: 1.500 Árbitros: Baum, Góralczyk |
| 18 de Janeiro 16:15 | E. Silva, Hubner 4 | (8–17)    | Bjørnsen 7 | Centro de Esportes Žatika, Poreč Público: 1.500 Árbitros: Baum, Góralczyk |
| 18 de Janeiro 16:15 | 4× 3×              | Relatório | 3×         | Centro de Esportes Žatika, Poreč Público: 1.500 Árbitros: Baum, Góralczyk |

| 18 de Janeiro 18:15 | Arábia Saudita | 18 – 26   | Egito     | Centro de Esportes Žatika, Poreč Público: 1.500 Árbitros: Lazaar, Reveret |
| 18 de Janeiro 18:15 | B. Al-Harbi 9  | (8–12)    | Hussein 7 | Centro de Esportes Žatika, Poreč Público: 1.500 Árbitros: Lazaar, Reveret |
| 18 de Janeiro 18:15 | 6× 3×          | Relatório | 4×        | Centro de Esportes Žatika, Poreč Público: 1.500 Árbitros: Lazaar, Reveret |

| 18 de Janeiro 20:15 | Sérvia  | 36 – 37   | Dinamarca  | Centro de Esportes Žatika, Poreč Público: 3.500 Árbitros: Gousko, Repkin |
| 18 de Janeiro 20:15 | Ilić 10 | (22–16)   | Lindberg 8 | Centro de Esportes Žatika, Poreč Público: 3.500 Árbitros: Gousko, Repkin |
| 18 de Janeiro 20:15 | 8× 3×   | Relatório | 2×         | Centro de Esportes Žatika, Poreč Público: 3.500 Árbitros: Gousko, Repkin |

| 19 de Janeiro 17:00 | Brasil     | 32 – 30   | Sérvia | Centro de Esportes Žatika, Poreč Público: 1.000 Árbitros: Lazaar, Reveret |
| 19 de Janeiro 17:00 | Ribeiro 10 | (14–14)   | Ilić 7 | Centro de Esportes Žatika, Poreč Público: 1.000 Árbitros: Lazaar, Reveret |
| 19 de Janeiro 17:00 | 2× 3×      | Relatório | 3×     | Centro de Esportes Žatika, Poreč Público: 1.000 Árbitros: Lazaar, Reveret |

| 19 de Janeiro 19:10 | Noruega    | 30 – 20   | Egito     | Centro de Esportes Žatika, Poreč Público: 1.650 Árbitros: Gatelis, Mazeika |
| 19 de Janeiro 19:10 | Kjelling 9 | (14–10)   | Hussein 9 | Centro de Esportes Žatika, Poreč Público: 1.650 Árbitros: Gatelis, Mazeika |
| 19 de Janeiro 19:10 | 2× 3×      | Relatório | 3×        | Centro de Esportes Žatika, Poreč Público: 1.650 Árbitros: Gatelis, Mazeika |

| 19 de Janeiro 21:15 | Dinamarca   | 32 – 13   | Arábia Saudita | Centro de Esportes Žatika, Poreč Público: 800 Árbitros: Baum, Góralczyk |
| 19 de Janeiro 21:15 | Jacobsen 10 | (17–4)    | Al-Habib 6     | Centro de Esportes Žatika, Poreč Público: 800 Árbitros: Baum, Góralczyk |
| 19 de Janeiro 21:15 | 1× 3×       | Relatório | 3×             | Centro de Esportes Žatika, Poreč Público: 800 Árbitros: Baum, Góralczyk |

| 21 de Janeiro 17:00 | Arábia Saudita | 24 – 26   | Brasil    | Centro de Esportes Žatika, Poreč Público: 1.000 Árbitros: Gatelis, Mazeika |
| 21 de Janeiro 17:00 | B. Al-Harbi 9  | (10–14)   | Ribeiro 9 | Centro de Esportes Žatika, Poreč Público: 1.000 Árbitros: Gatelis, Mazeika |
| 21 de Janeiro 17:00 | 2× 3×          | Relatório | 3× 1×     | Centro de Esportes Žatika, Poreč Público: 1.000 Árbitros: Gatelis, Mazeika |

| 21 de Janeiro 19:10 | Noruega | 26 – 27   | Sérvia  | Centro de Esportes Žatika, Poreč Público: 3.500 Árbitros: Baum, Góralczyk |
| 21 de Janeiro 19:10 | Løke 6  | (10–12)   | Vujin 6 | Centro de Esportes Žatika, Poreč Público: 3.500 Árbitros: Baum, Góralczyk |
| 21 de Janeiro 19:10 | 2× 4×   | Relatório | 3×      | Centro de Esportes Žatika, Poreč Público: 3.500 Árbitros: Baum, Góralczyk |

| 21 de Janeiro 21:15 | Egito     | 17 – 26   | Dinamarca      | Centro de Esportes Žatika, Poreč Público: 1.200 Árbitros: Lazaar, Reveret |
| 21 de Janeiro 21:15 | Hussein 4 | (7–12)    | Christiansen 7 | Centro de Esportes Žatika, Poreč Público: 1.200 Árbitros: Lazaar, Reveret |
| 21 de Janeiro 21:15 | 4× 3×     | Relatório | 3×             | Centro de Esportes Žatika, Poreč Público: 1.200 Árbitros: Lazaar, Reveret |

| 22 de Janeiro 16:15 | Sérvia                | 38 – 29   | Arábia Saudita | Centro de Esportes Žatika, Poreč Público: 800 Árbitros: Gatelis, Mazeika |
| 22 de Janeiro 16:15 | Bojinovic, Markovic 6 | (21–13)   | Al-Habib 6     | Centro de Esportes Žatika, Poreč Público: 800 Árbitros: Gatelis, Mazeika |
| 22 de Janeiro 16:15 | 3×                    | Relatório | 3×             | Centro de Esportes Žatika, Poreč Público: 800 Árbitros: Gatelis, Mazeika |

| 22 de Janeiro 18:15 | Egito     | 25 – 22   | Brasil    | Centro de Esportes Žatika, Poreč Público: 2.000 Árbitros: Lazaar, Reveret |
| 22 de Janeiro 18:15 | Hussein 6 | (13–6)    | Ribeiro 5 | Centro de Esportes Žatika, Poreč Público: 2.000 Árbitros: Lazaar, Reveret |
| 22 de Janeiro 18:15 | 5× 3×     | Relatório | 3×        | Centro de Esportes Žatika, Poreč Público: 2.000 Árbitros: Lazaar, Reveret |

| 22 de Janeiro 20:15 | Dinamarca | 32 – 28   | Noruega    | Centro de Esportes Žatika, Poreč Público: 3.200 Árbitros: Gousko, Repkin |
| 22 de Janeiro 20:15 | Hansen 10 | (16–14)   | Kjelling 9 | Centro de Esportes Žatika, Poreč Público: 3.200 Árbitros: Gousko, Repkin |
| 22 de Janeiro 20:15 | 2× 3×     | Relatório | 2×         | Centro de Esportes Žatika, Poreč Público: 3.200 Árbitros: Gousko, Repkin |

## Segunda Fase
Os dois primeiros de cada grupo disputaram as semifinais. 

### Grupo 1
| Time          | P | V | E | D | GP  | GC  | SG  | Pts. |
| ------------- | - | - | - | - | --- | --- | --- | ---- |
| Croácia       | 5 | 5 | 0 | 0 | 137 | 118 | +19 | 10   |
| França        | 5 | 4 | 0 | 1 | 139 | 112 | +27 | 8    |
| Hungria       | 5 | 2 | 1 | 2 | 127 | 135 | -8  | 5    |
| Suécia        | 5 | 2 | 0 | 3 | 135 | 140 | -5  | 4    |
| Eslováquia    | 5 | 1 | 1 | 3 | 124 | 137 | -13 | 3    |
| Coreia do Sul | 5 | 0 | 0 | 5 | 119 | 139 | -20 | 0    |

- Resultados

| Data  | Hora² | Partida¹      | Partida¹ | Partida¹      | Resultado |
| ----- | ----- | ------------- | -------- | ------------- | --------- |
| 24.01 | 16:30 | Eslováquia    | -        | Coreia do Sul | 23-20     |
| 24.01 | 18:30 | França        | -        | Suécia        | 28-21     |
| 24.01 | 20:30 | Hungria       | -        | Croácia       | 22-27     |
| 25.01 | 16:30 | Suécia        | -        | Hungria       | 30-31     |
| 25.01 | 18:30 | Coreia do Sul | -        | França        | 21-30     |
| 25.01 | 20:30 | Croácia       | -        | Eslováquia    | 31-25     |
| 27.01 | 16:30 | Hungria       | -        | Coreia do Sul | 28-27     |
| 27.01 | 18:30 | Eslováquia    | -        | Suécia        | 26-27     |
| 27.01 | 20:30 | França        | -        | Croácia       | 19-22     |

- (¹) -  Todos em Zagreb
- (²) -  Hora local da Croácia (UTC+1)

### Grupo 2
| Time               | P | V | E | D | GP  | GC  | SG  | Pts. |
| ------------------ | - | - | - | - | --- | --- | --- | ---- |
| Dinamarca          | 5 | 4 | 0 | 1 | 156 | 145 | +11 | 8    |
| Polónia            | 5 | 3 | 0 | 2 | 150 | 141 | +9  | 6    |
| Alemanha           | 5 | 2 | 1 | 2 | 147 | 133 | +14 | 5    |
| Sérvia             | 5 | 2 | 1 | 2 | 153 | 161 | -8  | 5    |
| Noruega            | 5 | 2 | 0 | 3 | 138 | 141 | -3  | 4    |
| Macedônia do Norte | 5 | 1 | 0 | 4 | 132 | 155 | -23 | 2    |

- Resultados

| Data  | Hora² | Partida¹           | Partida¹ | Partida¹           | Resultado |
| ----- | ----- | ------------------ | -------- | ------------------ | --------- |
| 24.01 | 15:30 | Macedônia do Norte | -        | Noruega            | 27-29     |
| 24.01 | 17:30 | Alemanha           | -        | Sérvia             | 35-35     |
| 24.01 | 20:15 | Polónia            | -        | Dinamarca          | 32-28     |
| 25.01 | 15:30 | Sérvia             | -        | Polónia            | 23-35     |
| 25.01 | 17:30 | Noruega            | -        | Alemanha           | 25-24     |
| 25.01 | 20:15 | Dinamarca          | -        | Macedônia do Norte | 32-24     |
| 27.01 | 15:30 | Macedônia do Norte | -        | Sérvia             | 28-32     |
| 27.01 | 17:30 | Alemanha           | -        | Dinamarca          | 25-27     |
| 27.01 | 20:15 | Polónia            | -        | Noruega            | 31-30     |

- (¹) -  Todos em Zadar
- (²) -  Hora local da Croácia (UTC+1)

## Fase Final

### Semifinais
| Data  | Hora² | Partida¹  | Partida¹ | Partida¹ | Resultado |
| ----- | ----- | --------- | -------- | -------- | --------- |
| 30.01 | 17:30 | Dinamarca | -        | França   | 22-27     |
| 30.01 | 20:30 | Croácia   | -        | Polónia  | 29-23     |

- (¹) -  O primeiro em Split e o segundo em Zagreb
- (²) -  Hora local da Croácia (UTC+1)

### Terceiro lugar
| Data  | Hora² | Partida¹  | Partida¹ | Partida¹ | Resultado |
| ----- | ----- | --------- | -------- | -------- | --------- |
| 01.02 | 15:00 | Dinamarca | -        | Polónia  | 23-31     |

### Final
| Data  | Hora² | Partida¹ | Partida¹ | Partida¹ | Resultado |
| ----- | ----- | -------- | -------- | -------- | --------- |
| 01.02 | 17:30 | França   | -        | Croácia  | 24-19     |

- (¹) -  Em Zagreb
- (²) -  Hora local da Croácia (UTC+1)

### Classificação Geral
| 1. França              |
| 2. Croácia             |
| 3. Polónia             |
| 4. Dinamarca           |
| 5. Alemanha            |
| 6. Hungria             |
| 7. Suécia              |
| 8. Sérvia              |
| 9. Noruega             |
| 10. Eslováquia         |
| 11. Macedônia do Norte |
| 12. Coreia do Sul      |
| 13. Espanha            |
| 14. Egito              |
| 15. Roménia            |
| 16. Rússia             |
| 17. Tunísia            |
| 18. Argentina          |
| 19. Argélia            |
| 20. Cuba               |
| 21. Brasil             |
| 22. Kuwait             |
| 23. Arábia Saudita     |
| 24. Austrália          |

### Artilheiros
| Rank | Nome                    | Equipe         | Gols | Lances | %   |
| ---- | ----------------------- | -------------- | ---- | ------ | --- |
| 1    | Kiril Lazarov           | Macedônia      | 92   | 167    | 55% |
| 2    | Ivan Čupić              | Croácia        | 66   | 81     | 81% |
| 3    | Felipe Borges Ribeiro   | Brasil         | 61   | 87     | 70% |
| 4    | Valentin Marian Ghionea | Romênia        | 58   | 87     | 67% |
| 4    | Tomasz Tłuczyński       | Polônia        | 58   | 73     | 79% |
| 6    | Bandar Al-Harbi         | Arábia Saudita | 55   | 100    | 55% |
| 7    | Kristian Kjelling       | Noruega        | 54   | 102    | 53% |
| 8    | Michaël Guigou          | França         | 52   | 66     | 79% |
| 8    | Momir Ilić              | Sérvia         | 52   | 100    | 52% |
| 10   | Hussein Hussein         | Egito          | 50   | 50     | 64% |

Source: ihf.info

## Árbitros oficiais
| Árbitros                | Árbitros                               |
| ----------------------- | -------------------------------------- |
| Bielorrússia            | Andrei Gousko e Siarhei Repkin         |
| Brasil                  | Jesús Nílson Aires e Rogério Aparecido |
| Croácia                 | Matija Gubica e Boris Milošević        |
| Chéquia                 | Jiří Opava e Pavěl Valek               |
| Dinamarca               | Martin Gjeding e Mads Hansen           |
| Dinamarca               | Per Olesen e Lars Ejby Pedersen        |
| Egito                   | Moustafa El-Moamli e Mohamed Shaaban   |
| França                  | Nordine Lazaar e Laurent Reveret       |
| Alemanha                | Frank Lemme e Bernd Ullrich            |
| Irão                    | Mohsen Karbaschi e Majid Kolahdouzan   |
| Lituânia                | Mindaugas Gatelis e Vaidas Mažeika     |
| Polónia                 | Mirosław Baum e Marek Góralczyk        |
| Portugal                | Cacodor e Nicolau                      |
| Roménia                 | Constantin Din e Sorin-Laurenţiu Dinu  |
| Sérvia                  | Zoran Stanojević e Slobodan Višekruna  |
| Eslovênia               | Nenad Krstič e Peter Ljubič            |
| Retirou-se por contusão |                                        |
| Suécia                  | Rickard Canbro e Mikael Claesson       |

| Campeonato Mundial de Handebol Masculino de 2009 |
| Campeão                                          |
| ------------------------------------------------ |
| França 3º Título                                 |